# Cal Tjader's Latin Concert
Cal Tjader's Latin Concert è un album live di Cal Tjader, pubblicato dalla Fantasy Records nel 1958. Il disco fu registrato dal vivo nel settembre del 1958 al "The Blackhawk" di San Francisco (California).

## Tracce
Lato A
1. Viva Cepeda – 3:40 (Cal Tjader)
2. Mood for Milt – 3:10 (Cal Tjader)
3. The Continental – 3:50 (Con Conrad, Herbert Magidson)
4. Lucero – 4:26 (Cal Tjader)
5. ¿Tu crees que? – 4:45 (Mongo Santamaría)

Lato B
1. Mi guaguanco – 4:45 (Mongo Santamaría)
2. Cubano Chant – 4:04 (Ray Bryant)
3. A Young Love – 9:30 (Cal Tjader)
4. Theme – 0:55

- Il tempo del brano "Theme" è indicato come 55 secondi in realtà è di 4 minuti e 06 secondi.[1]

## Musicisti
- Cal Tjader - vibrafono
- Vince Guaraldi - pianoforte
- Al McKibbon - contrabbasso
- Al Torres - batteria
- Willie Bobo - batteria, timbales
- Mongo Santamaría - congas